# ديس واكر
ديس واكر (بالإنجليزية: Des Walker)‏ (مواليد 26 نوفمبر 1965) هو لاعب كرة قدم. يلعب مع منتخب إنجلترا لكرة القدم. سبق له أن لعب في كأس العالم لكرة القدم مع منتخب بلاده.

## مسيرته الكروية
لعب ديس واكر خلال مسيرته الاحترافية مع 3 أندية في واحد وعشرون موسمًا وسجل خلالها هدفًا واحدًا ضمن 658 مباراة. ولم يفز بأي موسم بالكأس أو بالدوري.
خاض ديس واكر مسيرته مع نادي نوتينغهام فورست في موسم 1983–84 في المرة الأولى ليلعب معه تسعة مواسم ثم في موسم 2002–03 واستمر معه طيلة ثلاثة مواسم، مشاركًا طوالها في 321 مباراة سجل خلالها هدفًا واحدًا. ثم انتقل إلى نادي سامبدوريا في موسم 1992–93 لمدة موسم واحد، حيث شارك في 30 مباراة ولم يسجل أي هدف. لينتقل بعدها إلى نادي شيفيلد وينزداي في موسم 1993–94 ليلعب معه ثمانية مواسم، مشاركًا في 307 مباراة ولم يسجل أي هدف أيضًا.

## روابط خارجية
- ديس واكر على موقع الاتحاد الدولي (مؤرشف)  (الإنجليزية)
- ديس واكر على موقع قاعدة بيانات كرة القدم.إي يو (الإنجليزية)
- ديس واكر على موقع ناشيونال فوتبول تيمز (الإنجليزية)
- ديس واكر على موقع Soccerbase.com (لاعب) (الإنجليزية)
- ديس واكر على موقع عالم كرة القدم.نت (الإنجليزية)